# Accordo di Winchester

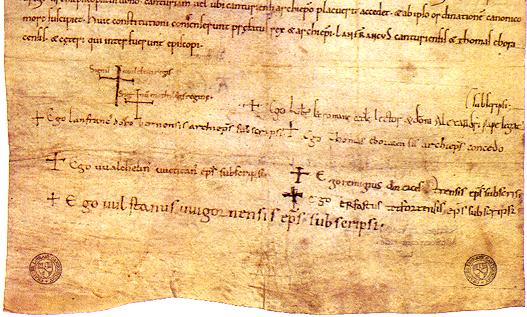
L'accordo di Winchester del 1072

L'accordo di Winchester è un documento dell'XI secolo che stabilisce il primato dell'Arcivescovo di Canterbury sull'Arcivescovo di York; l'accordo fu firmato a seguito del Concilio di Winchester.
Ebbe origine da una disputa sul primato tra Thomas, arcivescovo di York, e Lanfranco, nuovo arcivescovo normanno di Canterbury, poco dopo l'insediamento del secondo. Il caso fu ascoltato la prima volta da re Guglielmo presso l'antica capitale sassone di Winchester a Pasqua (8 aprile) del 1072, nella cappella reale del castello. La seconda seduta si tenne a Windsor alla Pentecoste (27 maggio), quando Guglielmo decise a favore di Lanfranco e fu formalizzato questo documento.
Questo non pose fine alla disputa tra Canterbury e York sulla supremazia, che continuò ancora per molti anni.

## Firmatari
Guglielmo e la sua regina firmarono il documento con le croci.
Il documento (nella versione CCA-DCc-ChAnt/A/2) fu firmato anche da:
- l'arcivescovo di Canterbury
- l'arcivescovo di York, il quale firmò concedo, a differenza di tutti gli altri che firmarono subscripso (sottoscrivo)
- Wulfstan, vescovo di Worcester
- Walkelin, vescovo di Winchester
- Remigius de Fécamp, vescovo di Lincoln, che aveva spostato in città la propria sede episcopale quello stesso anno
- Herfast, vescovo di Thetford
- Hubert, lector della Chiesa Romana e legato pontificio di papa Alessandro II (il papa che aveva respinto l'invasione dell'Inghilterra di re Guglielmo e aveva sostenuto Lanfranc nella disputa)

La versione CCA-DCc-ChAnt/A/1 fu firmata anche da:
- Guglielmo, vescovo di Londra
- Hereman, vescovo di Sherborne
- Walter, vescovo di Hereford
- Giso, vescovo di Wells
- Stigand, vescovo di Chichester
- Siward, vescovo di Rochester
- Osbern FitzOsbern, vescovo di Exeter
- Oddone, vescovo di Bayeux, conte del Kent, colui che commissionò l'arazzo di Bayeux.
- Goffredo, vescovo di Coutances, uno dei nobili (primates) di'Inghilterra
- Scotland ('Scolland'), abate dell'abbazia di Sant'Agostino, Canterbury, abate nel monastero in cui venne creato probabilmente l'arazzo di Bayeux.
- Aelfwine, abate dell'abbazia di Ramsey
- Aethelnoth ('Elnodus'), abate dell'abbazia di Glastonbury
- Thurstan, abate dell'abbazia di Ely
- Wulfwold, abate dell'abbazia di Chertsey
- Elwin (Eluuius [noto anche come Æthelwig]), abate dell'abbazia di Evesham (hevesand)
- Frederick, abate dell'abbazia di St Albans
- Geoffrey, abate dell'abbazia di Westminster
- Baldwin, abate dell'abbazia di Bury St Edmunds
- Turold, abate dell'abbazia di Peterborough
- Adelelm, abate dell'abbazia di Abingdon
- Riwallon (Rualodus), abate dell'abbazia di Winchester New Minster

## Copie
Le principali copie sono conservate presso gli archivi della cattedrale di Canterbury. Un'ulteriore copia è presente presso la British Library.

## Versioni
Negli archivi della cattedrale di Canterbury:
- CCA-DCc-Register E, f46r and CCA-DCc-Register I, ff60v-61r (sezioni dei capitoli per la libertà della Chiesa)
- CCA-DCc-ChAnt/A/2 (alcuni importanti varianti)

Nella British Library
- BL Cotton Appendix 56, ff57r-58r